# ویلان
ویلان (به عربی: ویلان) یک شهرداری در الجزایر است که در استان سوق اهراس واقع شده‌است. ویلان ۶٬۵۴۴ نفر جمعیت دارد.